# Pronunciamiento (Entre Ríos)
Pronunciamiento é um município da província de Entre Ríos, na Argentina.